# Салминен, Салли
Салли Алина Ингеборг Салминен (швед. Sally Alina Ingeborg Salminen, с 1940 года Салминен-Дюркоп, Salminen-Dührkop; 25 апреля 1906 — 18 июля 1976) — финская шведскоязычная писательница с острова Симшела (Аландские острова, Финляндия), которая приобрела мировую известность. Она трижды номинировалась на Нобелевскую премию по литературе.

## Биография
Салли Салминен родилась в Вордё на Аландских островах, будучи восьмым ребёнком в семье из 12 детей. Отец — почтальон Хиндрик Альбин Сальминен (Hindrik Albin Salminen; 1869—1913), мать — Эрика (в девичестве Эриксон, Erika Erikson; 1869–1952). Уже в детстве она мечтала стать писательницей, но считала себя слишком бедной и малообразованной, чтобы преуспеть в литературе. Повзрослев она работала в деревенском продуктовом магазине, потом переехала в Стокгольм (Швеция), чтобы работать горничной. Во время пребывания в Швеции она посещала корреспондентские курсы, а в свободное время читала книги.
В 1930 году Салли и её сестра Айли переехали в Нью-Йорк (США), где она писала в свободное время, и именно здесь она начала работать над своим первым (и самым известным) романом «Катрина». Финско-шведский издатель Хольгер Шильдц Фёрлаг объявил в 1936 году литературный конкурс, на который Салминен представила свою рукопись. Её работа победила, и «Катрина» была опубликована в том же году. В романе рассказывается о жизни остроботнийской женщины Катрины, которая после замужества переезжает на Аландские острова. Произведение имело международный успех, в конечном итоге будучи переведённым более чем на 20 языков.
Салли Салминен вышла замуж  8 февраля 1940 года в Хельсинки за датского художника Йоханнеса Дюркопа (Johannes Dührkop; род. 26 декабря 1903) и переехала с ним в Данию. Салминен оставалась плодовитой писательницей, но ей так и не удалось повторить успех своего дебютного романа «Катрина». Помимо «Катрины», самыми заметными её работами считаются Prins Efflam (1953) и Vid havet (1963).
В 1962 году роман «Катрина» опубликован в СССР.